# Sixhills
Sixhills is een civil parish in het bestuurlijke gebied West Lindsey, in het Engelse graafschap Lincolnshire. In 2001 telde het dorp 47 inwoners. Sixhills komt in het Domesday Book (1086) voor als 'Sisse'..